# سوزا (بازیکن فوتبال)
سوزا (به پرتغالی: José Ivanaldo de Souza) هافبک اهل برزیل است که در شهر Itajá و در تاریخ ۶ ژوئن ۱۹۷۵ به دنیا آمده‌است.
سوزا در تیم‌های فوتبال Rio Branco-SP سابقهٔ حضور دارد.